# Gerard Corselius
Gerard Corselius (Luik, 7 juni 1568 - Brussel, 22 september 1636), ook bekend als Gérard (de) Courselle, was een kanunnik, hoogleraar en rector van de Universiteit Leuven.

## Levensloop
Gerard was een zoon van advocaat Pierre Coursel, die in 1546 primus was in Leuven, en van Marie Wamesius.
Na zijn middelbare studies en zijn seminariejaren in Luik, promoveerde hij in Leuven in 1594 tot doctor in de rechten.
Ondertussen gaf hij les in Grieks aan het Collegium Trilingue. In 1596 werd hij docent burgerlijk recht.
Hij werd tot negenmaal toe rector van de Universiteit Leuven.
Verder was hij:
- kanunnik van de Onze-Lieve-Vrouwekathedraal in Doornik,
- kanunnik van de Sint-Lambertuskathedraal in Luik,
- proost van de Sint-Salvatorkerk in Harelbeke (1630),
- raadsheer in de Grote Raad van Mechelen (1617),
- assessor in de Geheime Raad bij de aartshertogen.

Hij was bevriend met Justus Lipsius en sprak in 1606 de lijkrede uit bij zijn uitvaart.
Hij werd begraven in de Sint-Goedelekerk in Brussel onder een belangrijk cenotaaf.

## Publicaties
- Oratio in Justi Lipsii funere habita, Leuven, 1606.
- Index legum et capitulorum selectiorum (...).

In handschrift bewaard:
- Praelectiones in codium Justinianum consilia sive responsa de jure.
- Orationes variae.